# آلمان در المپیک تابستانی ۱۹۱۲
آلمان در بازی‌های المپیک تابستانی ۱۹۱۲ که در شهر استکهلم سوئد برگزار شد، کاروان آلمان با ۱۸۵ ورزشکار در این رقابت‌ها شرکت کرد و موفق به کسب ۲۵ مدال (۵ طلا، ۱۳ نقره، ۷ برنز) شد. در جدول رتبه‌بندی توزیع مدال‌ها، آلمان در ردهٔ ۶ مسابقات قرار گرفت.